# Roje (Polska)
Roje (niem. Royen) – wieś w Polsce położona w województwie warmińsko-mazurskim, w powiecie ostródzkim, w gminie Miłakowo.
W latach 1975–1998 miejscowość administracyjnie należała do województwa olsztyńskiego. Miejscowość leży w historycznym regionie Prus Górnych.
Szkoła została założona na początku XVIII wieku jako jednoklasowa. Uczęszczały do niej dzieci z pobliskich Ponar.
Wieś wzmiankowana w dokumentach z roku 1325, jako wieś pruska na około 8 włókach. Pierwotna nazwa Rogin najprawdopodobniej wywodzi się z języka pruskiego (porównaj litewskie rojus, oznaczające raj). W roku 1782 we wsi odnotowano 14 domów (dymów), natomiast w 1858 w 20 gospodarstwach domowych było 152 mieszkańców. W latach 1937–39 było 113 mieszkańców. W roku 1973 wieś należała do powiatu morąskiego, gmina Miłakowo, poczta Boguchwały.
Okrągła Góra (niem. Kugels Berg) – pagórek o wysokości 123 m, położony około dwóch kilometrów na północ od wsi Roje.
Rojski Las (niem. Royer Wald) – las znajdujący się na wschód od wsi Roje.